# 格辛山
47°44′19″N 15°59′20″E / 47.73865°N 15.98894°E

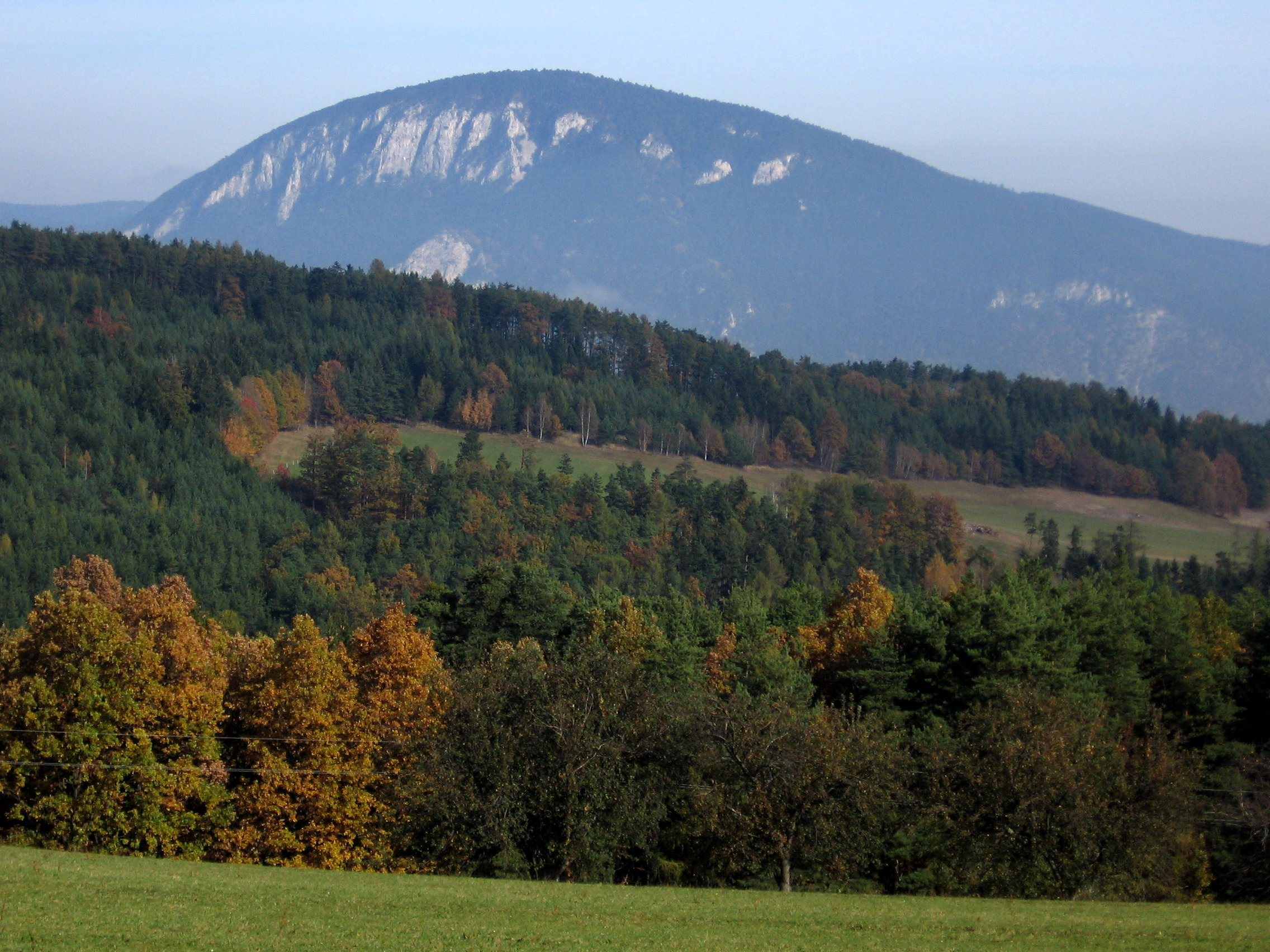

格辛山（德語：Gösing），是奧地利的山峰，位於該國東北部，由下奧地利州負責管轄，屬於古滕施泰因阿爾卑斯山脈的一部分，海拔高度898米，每年平均降雨量1,074毫米。